# پیچیده‌ساقه
پیچیده‌ساقه (نام علمی: Streptopus) نام یک سرده از تیره سوسنیان است.